# اندیس جلیز جند
جلیز جند یک اندیس مصالح ساختمانی است که در حوالی شهر فیروزآباد استان تهران قرار دارد و مادهٔ معدنی موجود در آن، مرمریت است.  